# Bobbejaan Schoepen
Bobbejaan Schoepen (Modest Schoepen) (Boom, 16 maggio 1925 – Turnhout, 17 maggio 2010) è stato un cantante, chitarrista e compositore belga.
È inoltre il fondatore di uno dei più popolari parchi a tema d'Europa: Bobbejaanland.
Era ottavo all'Eurovision Song Contest 1957. Ha venduto più di cinque milioni di copie in tutta la sua carriera. Divenne una delle 200 persone più ricche del Belgio.
Sposò la cantante d'opera olandese Josephina (Josée) Jongen, il 18 maggio 1961. Ebbero cinque figli: Robert ( "Bob Jr.", 1962), Myriam (1963), Jacky (1964), Peggy (1968), e Tom (1970).

## Carriera
La sua carriera è iniziata alla fine del 1930, quando lui e sua sorella Liesje si esibivano in spettacoli nei villaggi circostanti, andare in giro con il cappello raccogliendo i soldi. Ha avuto il suo primo provino per la radio, nel 1944 a Bruxelles. Nel 1943 iniziò a studiare chitarra classica con il chitarrista Frans De Groodt (1892-1990).
Nello stesso anno fece il suo debutto nella Ancienne Belgique di Bruxelles. Nel 1945 ha formato un duo con Kees Brug, un giovane del suo villaggio, con il nome di "Due ragazzi e due chitarre".
Nel 1947 entra in contatto con Jacques Kluger. Kluger chiese a Schoepen di intrattenere le truppe americane e canadesi durante il processo di Norimberga. A Berlino, che era ancora in parte distrutta, ai suoi spettacoli aveva partecipato anche il governatore generale Lucius D. Clay.
Tra il 1950 e il 1967 ha recitato in cinque produzioni cinematografiche musicali.

## Greatest hits
- Ik heb eerbied voor jouw grijze haren/Ich hab Ehrfurcht vor Schneeweissen Haaren (Belgio, Paesi Bassi, Austria y Germania)
- Ik heb me dikwijls afgevraagd/A veces me pregunto/ Je me suis souvent demandé (Belgio, Paesi Bassi, Francia, Spagna)
- Café zonder bier/Ich steh an der Bar und habe kein Geld (A Pub with no Beer; Belgio, Paesi Bassi, Austria y Germania)
- Lichtjes van de Schelde (Belgio)
- Hutje op de heide / Ein Hauschen auf der Heide (Belgio, Paesi Bassi, Austria y Germania)
- Amici miei /In de schaduw van de mijn (Belgio, Paesi Bassi, Italia)

## Cinematografica
- Ah! t'Is zo fijn in België te leven (1950, Belgio)
- Televisite (TV series 1955, Belgio)
- At the Drop of a Head (1962, Belgio–Inghilterra)
- O sole mio (1960, Germania)
- Davon träumen alle Mädchen (1961, Germania)
- Bobbejaanland (ZDF —by Vladimir Sis, 1967, Barrandov Studios Praga)
- Der Goldene Schuß— TV episode (Musical Germania, 1969)
- "Uit met Bobbejaan" (BRT 1969, Belgio)
- "30 jaar Bobbejaan" (BRT 1978, Belgio)
- "Bobbejaan 70" (VRT 1995, Belgio)